# Регенсбург (хокейний клуб)
«Регенсбург» (нім. EV Regensburg) — хокейний клуб із міста Регенсбург, Німеччина. Заснований у 1962 році. Виступає у Другій Німецькій хокейній лізі.

## Історія
Клуб «Регенсбург» заснований у 1962 році, до 1972 року виступав у регіональних лігах тодішньої ФРН. У 1972 році здобув право грати в Оберлізі, а в сезоні 1978/79 років дебютує у Другій Бундеслізі.
З 1980 по 2000 роки клуб виступав у нижчих дивізіонах. Після перемоги в Оберлізі в сезоні 2000/01 «Регенсбург» знову здобув право повернутись до Другої Бундесліги, де цього разу відіграв сім сезонів, після чого знову вибув до Оберліги. У сезоні 2021/22 років баварський клуб у плей-оф виборов перше місце та путівку до Другої Німецької хокейної ліги.
У десятому сезоні 2022/23 років баварська команда дебютувала в Другій Німецькій хокейній лізі, за підсумками сезону посівши десяте місце, у плей-оф «Регенсбург» поступився «Ландсгуту» та вибув з подальшої боротьби.
Другий сезон 2023/24 років став більш вдалим для баварців. За результатами регулярного турніру вони посіли друге місце, а в плей-оф дійшли до фіналу, де в серії до чотирьох перемог здолали «Кассель Хаскіс». Таким чином баварський клуб мав шанс підвищитись до Німецької хокейної ліги, але не подав заявку на ліцензування.

## Домашня арена
Стадіон «Донау Арена» відкритий 23 квітня 1999 року. Окрім хокейного клубу, ця арена є домашнім стадіоном для гандбольної команди «Регенсбург». Арена вміщує 4712 глядачів.

## Досягнення
Оберліга
- Переможець (2): 2001, 2022